# Asian Relations Conference

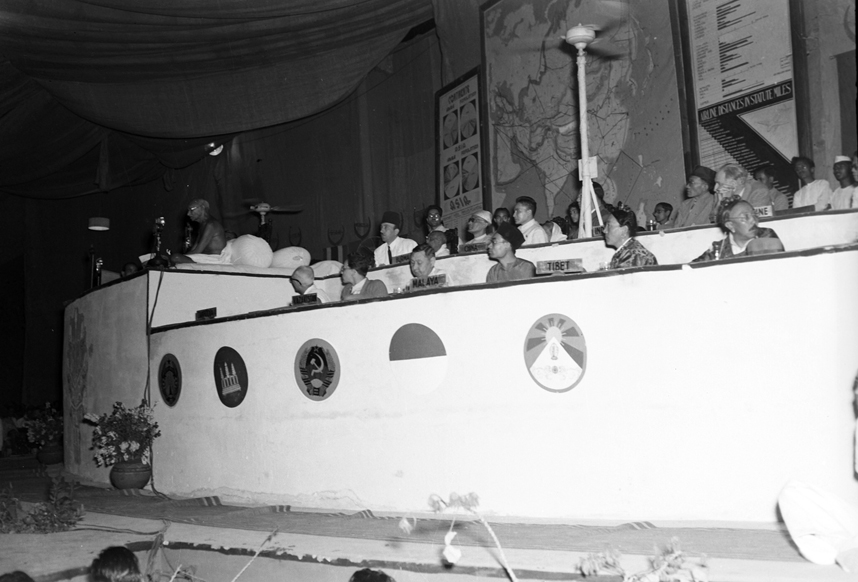
Two Tibetan delegates (front right) during the Asian Relations Conference in Delhi in 1947 as Mahatma Gandhi speaks (far left). A Tibetan flag is seen in front of them along with flags of other participating countries.

De Asian Relations Conference was een conferentie die plaatsvond in New Delhi van maart t/m april 1947.
De conferentie werd gehost door de premier van India, Jawaharlal Nehru, die op dat moment de provisionele regering leidde in voorbereiding op de onafhankelijkheid die later dat jaar tot stand kwam op 15 augustus.
De conferentie trok veel leiders aan van onafhankelijkheidsbewegingen in Azië en was een eerste poging om eenheid te creëren dit werelddeel. De doelstellingen van de conferentie bestonden eruit, de leidende mensen uit Azië een platform te bieden waarop ze problemen van het continent konden bestuderen en bespreken, zich konden focussen op sociale, economische en culturele problemen binnen de verschillende landen en konden bouwen aan gezamenlijke contacten en begrip.
In zijn publicaties en speeches legde Nehru een grote nadruk op de manier waarin het post-koloniale India zijn banden met de rest van Azië moest herontwikkelen.